# 蒂卢兹
蒂卢兹（法語：Thilouze，法語發音：[tiluz]）是法国安德尔-卢瓦尔省的一个市镇，位于该省中部偏西南，属于希农区。

## 地理
蒂卢兹（47°13'23"N, 0°34'49"E）面积33.75 平方千米，位于法国中央-卢瓦尔河谷大区安德尔-卢瓦尔省，该省份为法国中西部省份，北起萨尔特省、东北接卢瓦-谢尔省，东南接安德尔省，南至维埃纳省，西临曼恩-卢瓦尔省。
与蒂卢兹接壤的市镇（或旧市镇、城区）包括：安德尔河畔阿尔塔讷、蒙镇、讷伊、蓬德吕昂、萨谢、圣埃潘、索里尼、维勒佩尔迪。

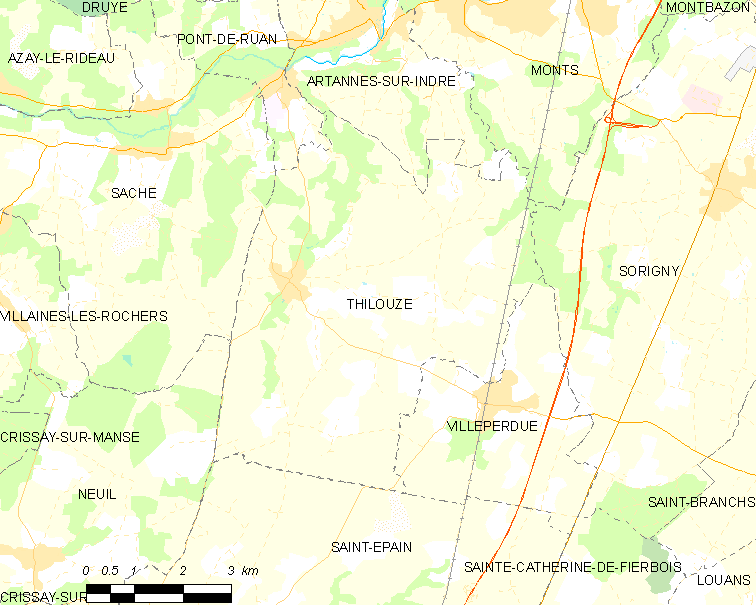
蒂卢兹的OSM定位图

蒂卢兹的时区为UTC+01:00、UTC+02:00（夏令时）。

## 行政
蒂卢兹的邮政编码为37260，INSEE市镇编码为37257。

## 政治
蒂卢兹所属的省级选区为希农县。

## 人口

1962-2008年间蒂卢兹人口变化图示

蒂卢兹于2022年1月1日时的人口数量为1798人。